# Blaa-Alm
Die Blaa-Alm ist eine weite Alm in der Gemeinde Altaussee im österreichischen Bundesland Steiermark. Die Alm liegt am Westfuß des Losers, im Südwesten des Toten Gebirges, in einer Seehöhe von 894 m ü. A.. Die Alm ist im Besitz der Österreichischen Bundesforste. 46 Bauern besitzen die Servituts-Weiderechte und treiben rund 160 Stück Mutterkühe und Galtvieh auf. Auf der Alm befinden sich viele Almhütten und ein Gasthof. Der Name bezieht sich auf den Abbau und Verarbeitung (Blähofen) von Eisenmanganerzen. Die Vererzungen liegen im gebankten Dachsteinkalk. Es sind dies rote, tonige Lagen und auch faust- bis kopfgroße Erzknollen. Eine Analyse ergab einen Mangangehalt von 18,6 % und einen Eisengehalt von 25,2 %.

## Wanderwege
Die Blaa-Alm ist ein Stützpunkt am Nordalpenweg 01, am Europäischen Fernwanderweg E4 und am Violetten Weg der Via Alpina. Sie ist Ausgangspunkt für Aufstiege zur Loserhütte, zum Sandling, zur Ischler und zur Lambacher Hütte.